# Колунцев, Фёдор Ависович
Фёдор Ависович Колунцев (настоящее имя Тадеос Ависович Бархударян; 8 октября 1923 — 3 октября 1988, Москва, СССР) — русский советский писатель, редактор, педагог.
Член Союза писателей СССР (с 1958 г.).

## Биография
Родился в интеллигентной армянской семье. Мать — Мария Христофоровна Бархударян, в девичестве Чайлахова (1896—1975), родом из Нахичевани-на-Дону, получила музыкальное образование, работала корректором в московском издательстве. Отец — Авет Богданович Тер-Бархударян (1896—1944), потомок древнего зангезурского рода, партработник, служил в Москве и Закавказье.
Тадеос родился в Москве, но детские и юношеские годы провёл в Тбилиси. Окончив школу, поступил на филологический факультет Тбилисского университета, занимался в литературном объединении «МОЛ», где познакомился с Вилем Орджоникидзе (будущим детским писателем), с Булатом Окуджавой и Густавом Айзенбергом — будущим известным сценаристом Анатолием Гребневым, дружеские отношения с которыми сохранил до конца жизни. Недолгое время работал в русском ТЮЗе, где тогда ставил свои первые спектакли Георгий Товстоногов, прививший Тадеосу любовь к театру, но отговоривший его становиться актёром. В отличие от многих своих ровесников, в войне не участвовал — помешали астигматизм и сильная близорукость.
После ранней смерти отца, мать с сыном переехали в послевоенную Москву, где Тадеос пошёл работать в издательство «Молодая Гвардия» и поступил на отделение прозы в Литинститут. Руководитель его творческого семинара Константин Федин отмечал у своего студента хорошее чувство слова и умение строить фразу (под влиянием Юрия Олеши, Тадеос увлекался ритмической прозой). В институтские годы состоялся его литературный дебют под псевдонимом «Фёдор Колунцев» (на языке зангезурских предков «колунц» — твёрдый, упрямый). Всю свою жизнь он совмещал писательство с литературной работой (20 лет трудился старшим редактором в издательстве «Советский писатель»), передавал свой опыт молодым литераторам. Умер Ф. А. Колунцев от многолетней наследственной лёгочной болезни, похоронен на Армянском кладбище Москвы (3 уч.), рядом со своим любимым прозаиком Андреем Платоновым.

## Работа и творчество
Одним из первых читателей первых литературных опытов Тадеоса, ещё в тбилисский период, был Булат Окуджава, также показавший другу свои стихи и песни (Фёдор Ависович всю жизнь пел песни Булата Шалвовича в дружеских застольях). Про литинститутский семинар, где другом Колунцева был Юрий Трифонов, он рассказывал, что «у фединских учеников была кличка „интеллигенты“, как бы несущая в себе отсвет стиля и облика нашего руководителя».
В 1955-м молодой прозаик — уже как Фёдор Колунцев — издал сборник рассказов «Дороги зовут». Попытка тогда же стать сценаристом в студии А.Довженко успехом не увенчалась (жена Алла оказалась удачливее). Через три года Фёдор Ависович вступил в Союз писателей СССР (чл. билет № 00222). В 1962-м — выпустил первый роман «У Никитских ворот», в 1967-м — в том же изд-ве «Советский писатель» — роман «Ожидание». О третьем романе Колунцева «Утро, день, вечер» (1978) Юрий Нагибин написал во внутренней рецензии, что «в авторе много ума, таланта, душевной зрелости и любви к людям, понимания их слабостей, странностей, страстей».
Будучи человеком некарьерным, несуетным и скромным, Фёдор Ависович довольствовался причислением себя к «городским» прозаикам, которому друзья и коллеги тем не менее знали цену — он дружил с уже упомянутыми друзьями юности и Сильвой Капутикян, с Леонидом Леоновым, вместе с которым ездил в первую свою загранпоездку в Югославию, с Владимиром Солоухиным и Константином Ваншенкиным, оставившим тёплые воспоминания об их дружбе, был знаком с Митчеллом Уилсоном и Джоном Стейнбеком, чьё письмо с приглашением в гости Колунцев бережно хранил.
Много сил и времени Фёдор Ависович отдавал воспитанию молодых литераторов — в 80-е вёл занятия в Литературной студии при МГК ВЛКСМ, совместно с Александром Рекемчуком — семинар прозы в Литературном институте (к ученикам Колунцева причисляют себя прозаик Евгений Некрасов, мемуарист Георгий Елин, оставившие о старшем товарище по цеху интересные воспоминания).
В конце 1980-х Фёдор Колунцев работал над большой книгой о юности и мужании предвоенного поколения — до своего преждевременного ухода накануне 65-летия. В некрологе в писательской газете отмечалось, что «нелепо, необъяснимо выпал из литературного процесса один из самых светлых и тонких наших „городских“ прозаиков».
Последний роман «Свет зимы» вдова писателя Алла Белякова подготовила к печати и опубликовала в 1991 году.

## Личная жизнь
В 1951 году женился на студентке Литературного института Алле Михайловне Беляковой (1926—1994), племяннице Александра Белякова (штурмана экипажа В. П. Чкалова), ставшей сценаристкой и художницей. После смерти мужа занималась его литературным наследием.

## Книги Фёдора Колунцева
- «Дороги зовут» (Рассказы), «Молодая гвардия», 1955
- «У Никитских ворот» (Роман), «Советский писатель», 1962
- «Ожидание» (Роман), «Советский писатель», 1967
- «Утро, день, вечер» (Роман), «Советский писатель», 1978
- «Свет зимы» (Роман), «Советский писатель», 1991